# 潞西设治局
潞西设治局是中华民国大陆时期云南省西部的一个设治局，管制芒市、遮放、勐板三土司辖区。土流并治局面下，设治局管理政事均需经过土司衙门，因无征田赋税的实权，经费开支均仰仗土司:12。

## 历史沿革
民国元年（1912年），云南省政府设立芒板弹压委员（驻油菜地）和遮卯弹压委员（驻大新寨），分别管理芒市土司、勐板土千总和遮放土司、勐卯土司:11。民国4年（1915年），合并为芒遮板行政委员公署，隶属腾越道（1929年改属第一殖边督办公署），辖芒市、遮放、勐板三土司，公署驻勐戛:12。民国21年（1932年），改置芒遮板设治局，民国23年（1934年）更名潞西设治局:12。1942年改属第六区行政督察专员公署，1946年改属第十二区行政督察区公署:276。1947年，芒市土司代办方克胜被委任为潞西设治局长，1949年3月设治局驻地迁往芒市:276。1949年8月，正式建县，成立潞西县，方克胜被委任为潞西县长，潞西县政府与芒市土司衙门成为两位一体的统治机构:11。

## 机构设置
潞西设治局下设民政科、财政科、建教科、会计室、政警队、保卫队。保卫队有40名士兵，李鲲担任设治局长时，曾设立军事科管辖保卫队，方克胜任职时又将军事科取消，设立直属中队。

## 历任局长
设治局局长由省府任命，任期一至二年:11。
- 弹压委员：聂绅文、孙骏、杨锡山
- 行政委员：杨培、寿彝、罗家俊、李瑷、张光谟、张问德、吴乃赓、丁文浩、杨瑞萍、杨名高、习维翰、杨坚、余其勋、朱升、施雨霖
- 设治局长：施雨霖、林树新、张炤鹏、周懋林、李子元、龚正、常绍群、赵清澄、李鲲、方克胜[2]:275-276